# Alianci (II wojna światowa)

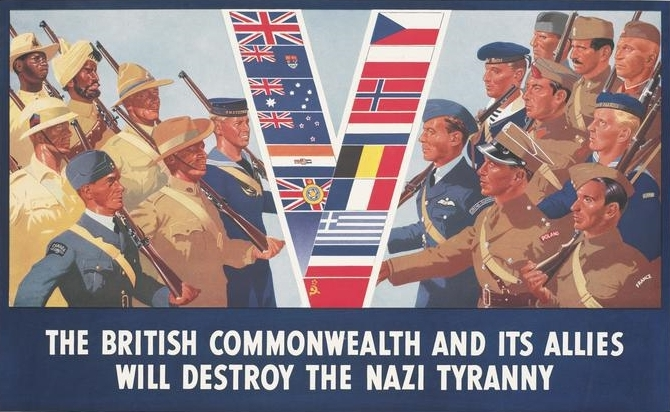
Brytyjski plakat propagandowy z II wojny światowej ukazujący żołnierzy oraz flagi państw i wybranych terytoriów Wspólnoty Brytyjskiej (z lewej) oraz wybranych państw alianckich (z prawej) z hasłem Wspólnota Brytyjska oraz jej sojusznicy zniszczą nazistowską tyranię.

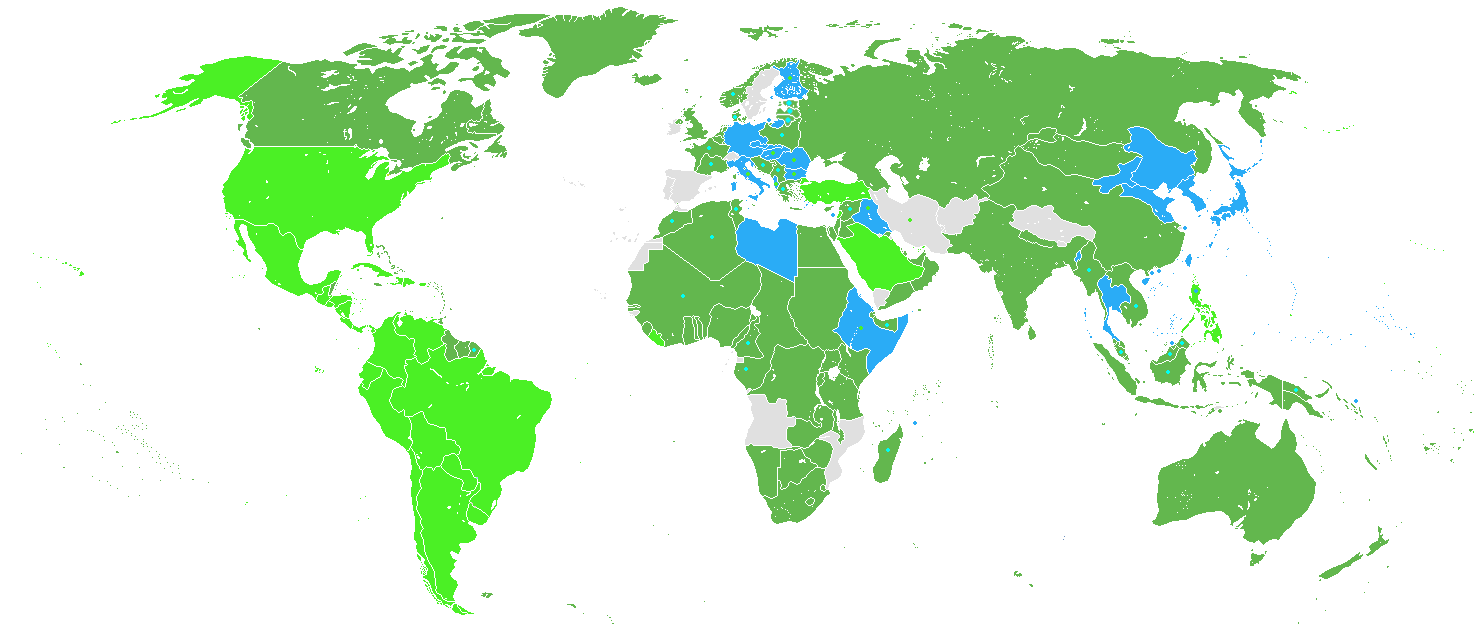
Mapa świata z uczestnikami II wojny światowej. Aliantów zaznaczono kolorem zielonym (jasnozielonym państwa, które dołączyły po ataku na Pearl Harbor), państwa Osi niebieskim, zaś neutralne szarym

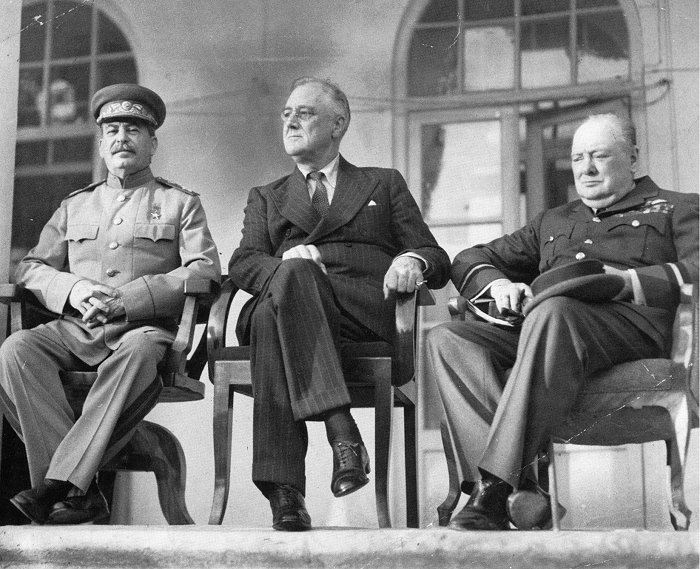
„Wielka trójka”: Józef Stalin, Franklin Delano Roosevelt oraz Winston Churchill podczas konferencji w Teheranie w 1943 roku

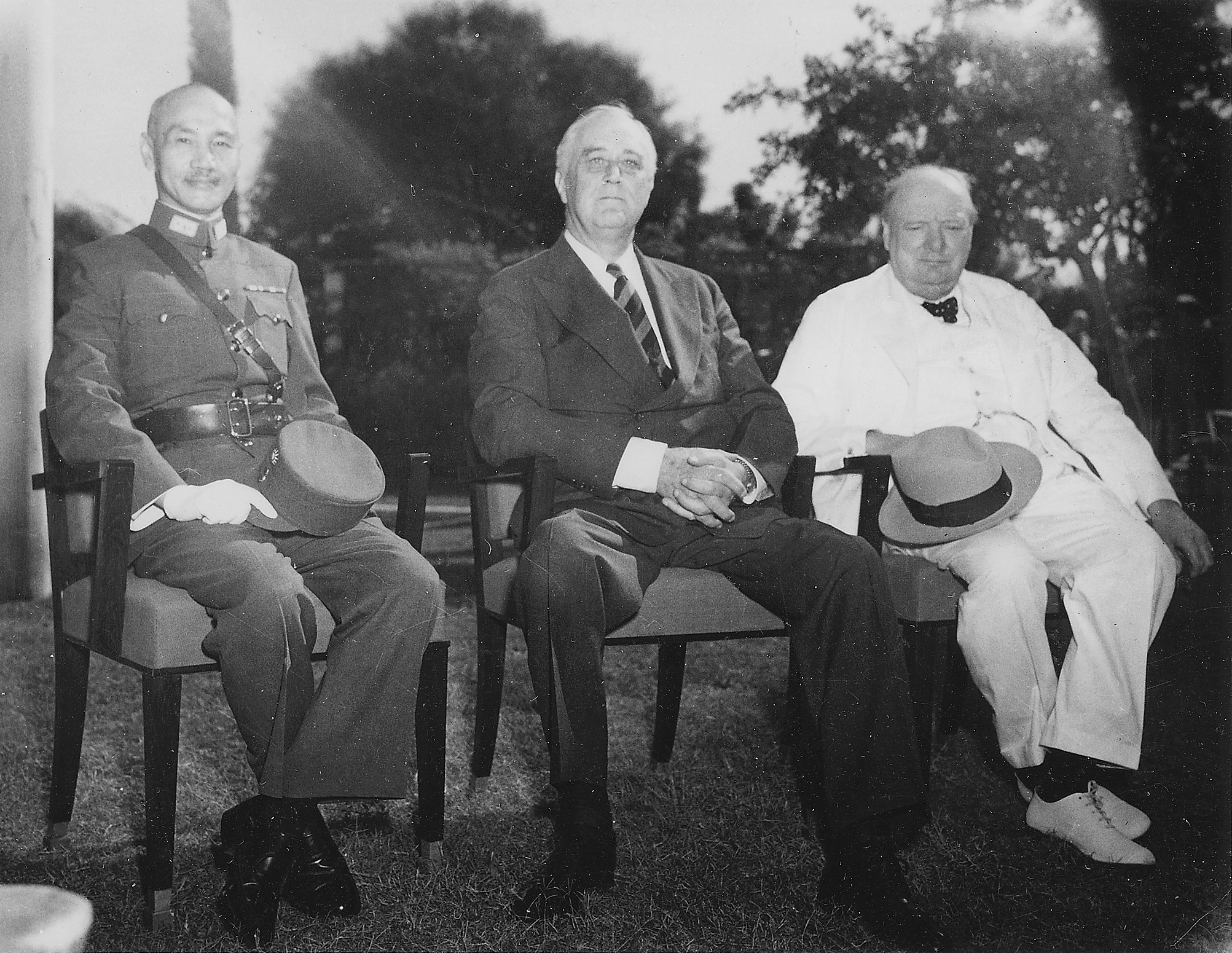
Alianccy przywódcy wojny na Pacyfiku: Czang Kaj-szek, Roosevelt i Churchill w Kairze, 25 listopada 1943 roku

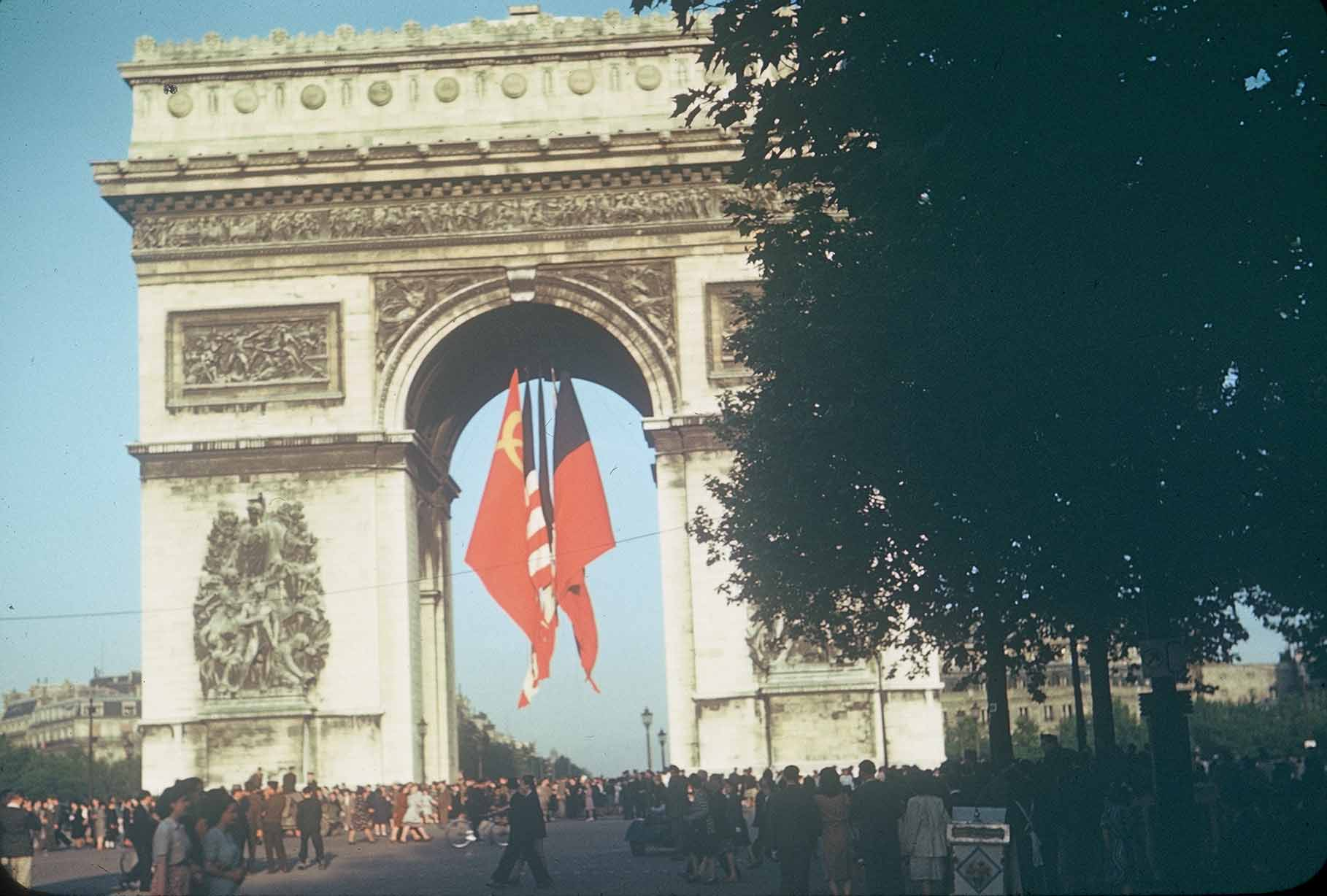
Flagi aliantów zawieszone na Łuku Triumfalnym z okazji wyzwolenia Paryża w sierpniu 1944

Alianci, od 1 stycznia 1942 nazywani także Narodami Zjednoczonymi – państwa, które wspólnie przeciwstawiły się blokowi państw Osi w czasie II wojny światowej.
Na początku wojny alianci składali się tylko z Polski, Francji, Wielkiej Brytanii i dominiów brytyjskich (Australia, Nowa Zelandia, Nowa Fundlandia, Kanada i Związek Południowej Afryki), lecz wraz z eskalacją konfliktu do sojuszu dołączyły państwa posiadające terytoria na niemal wszystkich kontynentach. Sojusz został sformalizowany w Deklaracji Narodów Zjednoczonych z 1 stycznia 1942. Jednak nazwa „Narody Zjednoczone” była rzadko używana podczas wojny. Przywódcy tzw. „wielkiej trójki” – Wielkiej Brytanii, Stanów Zjednoczonych i Związku Radzieckiego – koordynowali i kontrolowali działania sojuszu. Stosunki między Wielką Brytanią a Stanami Zjednoczonymi (Alianci zachodni) były szczególnie bliskie.

## Daty przyłączenia się poszczególnych państw do koalicji

### W czasieinwazji na Polskę
- Polska[1]: 1939, 1 września
- Wielka Brytania: 1939, 3 września, włączając:
  -  Indie Brytyjskie
  -  inne kolonie brytyjskie
- Francja[2]: 1939, 3 września, włączając kolonie francuskie
- Australia: 1939, 3 września
- Nowa Zelandia: 1939, 3 września
- Nowa Fundlandia: 1939, 3 września
- Tonga: 1939, 3 września[3]
- Nepal: 1939, 4 września
- Południowa Afryka: 1939, 6 września
- Kanada: 1939, 10 września

### Po zakończeniudziwnej wojny
- Dania: 1940, 9 kwietnia
- Norwegia: 1940, 9 kwietnia (od 1942 roku istniał również rząd kolaboracyjny)
- Belgia: 1940, 10 maja, włączając:
  -  Kongo Belgijskie
- Luksemburg: 1940, 10 maja
- Holandia: 1940, 10 maja, włączając:
  -  Holenderskie Indie Wschodnie
- Królestwo Egiptu: 1940, 13 września
- Królestwo Grecji: 1940, 28 października (od 1941 roku istniał również rząd kolaboracyjny)
- Jugosławia: 1941, 6 kwietnia (przez 2 dni - 25/26 marca także formalnie członek Osi, od 1941 roku pod okupacją Osi i podzielona na liczne państwa[4])

### Poataku Niemiec na ZSRR
- ZSRR: 1941, 22 czerwca
- Tuwińska RL: 1941, 25 czerwca (anektowana przez ZSRR w 1944 roku)
- Mongolia: 1941, 9 sierpnia

### Po ataku naPearl Harbor
- Panama: 1941, 7 grudnia
- Stany Zjednoczone: 1941, 8 grudnia, włączając:
  -  Samoa Amerykańskie
  -  Guam
  -  Wspólnota Filipin
  -  Portoryko
  -  Wyspy Dziewicze Stanów Zjednoczonych
  -  inne terytoria nieinkorporowane
- Kostaryka: 1941, 8 grudnia
- Dominikana: 1941, 8 grudnia
- Salwador: 1941, 8 grudnia
- Haiti: 1941, 8 grudnia
- Honduras: 1941, 8 grudnia
- Nikaragua: 1941, 8 grudnia
- Chiny: 1941, 9 grudnia (w stanie wojny z Japonią od 1937 roku, kolaboracyjny rząd nankiński po stronie Osi)
  -  Kuomintang
  -  Komunistyczna Partia Chin
- Gwatemala: 1941, 9 grudnia
- Kuba: 1941, 9 grudnia

### Rządy na uchodźstwie i inne organizacje
- Việt Minh: 1941, 7 grudnia
- Koreański Rząd Tymczasowy: 1941, 10 grudnia (Korea pod okupacją japońską od 1910 roku)
  -  również inne koreańskie organizacje niepodległościowe niepozostające pod jego zwierzchnictwem
- Czechosłowacja (rząd emigracyjny)[5]: 1941, 16 grudnia
- Komitet Narodowy Wolne Niemcy: 1943, 12–13 lipca

### Państwa partyzanckie
- Polskie Państwo Podziemne
- Republika Užicka: 1941, 28 lipca (zlikwidowana 1 grudnia tego roku)
- Republika Bihacka: 1942, 4 listopada (zlikwidowana 29 stycznia 1943 roku)
- Demokratyczna Federacyjna Jugosławia: 1943, 29 października (powołana formalnie, realnie kontrolująca swoje całe terytorium od wiosny 1945 roku)
- Republika Pińczowska: 1944, 24 lipca (zlikwidowana 12 sierpnia tego roku)

### Po podpisaniuDeklaracji Narodów Zjednoczonych
- Peru: 1942, 12 lutego
- Meksyk: 1942, 22 maja
- Brazylia: 1942, 22 sierpnia
- Etiopia: 1942, 14 grudnia (okupowana przez Włochy od 1936 roku)
- Irak: 1943, 17 stycznia (okupowany przez aliantów w 1941 roku wskutek inwazji brytyjskiej)
- Boliwia: 1943, 7 kwietnia
- Iran: 1943, 9 września (okupowany przez aliantów w 1941 roku wskutek inwazji radziecko-brytyjskiej)
- Włochy: 1943, 13 października (formalnie także członek Osi, północna część pod okupacją niemiecką)
- Kolumbia: 1943, 26 listopada
- Liberia: 1944, 27 stycznia

### Polądowaniu w Normandiii postępachofensywy radzieckiej
- Rumunia: 1944, 25 sierpnia (formalnie także członek Osi)
- Bułgaria: 1944, 9 września (formalnie także członek Osi)
- San Marino: 1944, 21 września
- Albania: 1944, 26 października (formalnie pod okupacją Osi: w latach 1939–1943 włoską, od 1943 roku niemiecką)
- Węgry: 1945, 20 stycznia (formalnie także członek Osi, od 1944 roku pod okupacją niemiecką)
- Bahawalpur: 1945, 2 lutego
- Ekwador: 1945, 2 lutego
- Paragwaj: 1945, 7 lutego
- Urugwaj: 1945, 15 lutego
- Wenezuela: 1945, 15 lutego
- Turcja: 1945, 23 lutego
- Syria: 1945, 26 lutego
- Liban: 1945, 27 lutego
- Arabia Saudyjska: 1945, 1 marca
- Finlandia: 1945, 4 marca (formalnie współwalczyła z państwami Osi, jak również z aliantami w czasie wojny lapońskiej)
- Argentyna: 1945, 27 marca
- Chile: 1945, 11 kwietnia

### Nieoficjalni sprzymierzeńcy
- ruch oporu w III Rzeszy (niem. Widerstand): cały okres trwania wojny
- Portugalia: 1942, bitwa o Timor
  -  kolonie portugalskie

## Historia

### Chiny
W 1920 roku Rosja Radziecka pomogła rządowi Kuomintangu przeorganizować partię, przynajmniej powierzchownie, według modelu leninizmu. Po zjednoczeniu Chin Czang Kaj-szek oczyścił jednak partię z lewicowców, a następnie odmówił połączenia się z Komunistyczną Partią Chin, by razem walczyć przeciwko Japończykom. Tak pozostało nawet po incydencie mukdeńskim, po którym to Japonia ustanowiła reżim marionetkowy w Mandżurii po wkroczeniu sił w 1931 roku. Skierowana przeciwko KPCh kampania Czang Kaj-szeka rozgrywała się w tym samym czasie, co liczne potyczki graniczne z Japonią. W tym okresie Chiny nieustannie traciły terytoria na rzecz Japonii. Na początku 1930 III Rzesza i Republika Chińska były bliskimi partnerami w sprawach wojskowych i przemysłowych. Niemcy w tym czasie dostarczyły państwu chińskiemu dosyć pokaźną liczbę broni. Podczas incydentu na moście Marco Polo, w lipcu 1937, Chiny i Japonia zostały uwikłane w wojnę na szeroką skalę, która trwała do 1945 roku. Początkowo Niemcy potępiały japońskie zbrodnie wojenne w Chinach, między innymi masakrę nankińską w 1937, potem jednak uznały, że Japonia będzie dobrym sojusznikiem w walce przeciw Związkowi Radzieckiemu, i przez to współpraca z Chinami została przerwana w maju 1938. Związek Radziecki, chcąc, aby Chiny pozostały w walce przeciwko Japonii, przekazywał pomoc militarną do 1941 roku, do chwili podpisania z Japonią paktu o neutralności, by przygotować się na wojnę przeciwko Niemcom.
Chociaż Chiny walczyły najdłużej ze wszystkich państw sprzymierzonych, to do koalicji oficjalnie dołączyły dopiero 7 grudnia, po ataku na Pearl Harbor. Czang Kaj-szek, przeczuwając zwycięstwo aliantów, poczekał do wejścia Stanów Zjednoczonych do wojny, a następnie wypowiedział wojnę Niemcom i państwom Osi. Pomoc aliantów była jednak niewielka, ponieważ droga łącząca Birmę z Chinami została zamknięta przez Japonię. Alianci ponosili serie porażek przeciw Japonii w tym teatrze działań. Koalicyjna pomoc nie docierała aż do wiosny 1945. Ponad 1,5 miliona japońskich żołnierzy walczyło w Chinach. Oddziały, które inaczej mogłyby zostać rozmieszczone, poddały się i zawarły oddzielny pokój z Chinami.

### Formowanie się koalicji
1 września 1939 roku niemiecka inwazja na Polskę zapoczątkowała II wojnę światową. Zgodnie ze statutem westminsterskim (1931) dominia z Brytyjskiej Wspólnoty Narodów miały prawo do neutralności, niemniej jednak Australia, Nowa Zelandia i Nowa Fundlandia zaakceptowały i powtórzyły brytyjską deklarację. Nepal, inny niezależny członek Wspólnoty Narodów, wypowiedział wojnę Niemcom 4 września. Premier Związku Południowej Afryki, Barry Hertzog, odmówił wypowiedzenia wojny, prowadząc do upadku jego rządu koalicyjnego 6 września; nowy premier, Jan Smuts wypowiedział wojnę tego samego dnia. Kanada wypowiedziała wojnę Niemcom 10 września.
17 września 1939 ZSRR dokonał agresji na Polskę, a 30 listopada na Finlandię (wojna zimowa) – w obu przypadkach bez wymaganego prawem międzynarodowym wypowiedzenia wojny. W ciągu roku Sowieci dokonali aneksji państw bałtyckich (Litwa, Łotwa i Estonia) oraz części Rumunii – Besarabii. Niemiecko-sowiecki pakt został złamany przez agresję na Związek Socjalistycznych Republik Radzieckich 22 czerwca 1941 roku.
Stany Zjednoczone dołączyły do koalicji po ataku na Pearl Harbor, 7 grudnia 1941 roku. 1 stycznia 1942 roku powstała Deklaracja Narodów Zjednoczonych, pod którą podpisało się 26 państw (deklaracja ta stanowi podstawę dzisiejszej ONZ). Z niej wyłonili się tak zwani czterej policjanci, którymi byli Wielka Brytania, Stany Zjednoczone, ZSRR i Chiny. To oni przewodzili sojuszowi do końca wojny i to oni nadali kształt przyszłemu porządkowi światowemu po pokonaniu państw Osi.

## Alianci w czasie wojny

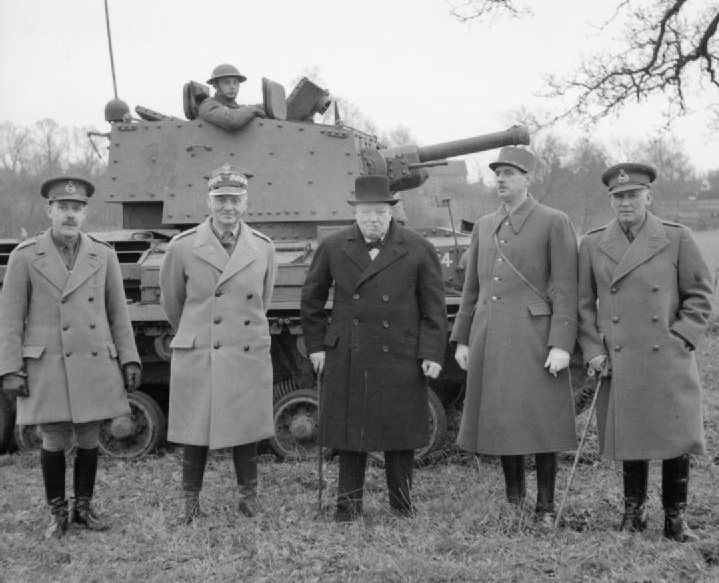
Czołowi politycy z pierwszych państw alianckich; Winston Churchill, Władysław Sikorski oraz Charles de Gaulle

### Pierwsi alianci
Pierwszymi aliantami były państwa, które wypowiedziały wojnę hitlerowskim Niemcom na początku września 1939 roku. Były to:
- Polska
- Francja
- Wielka Brytania

Te państwa były połączone siecią wspólnych paktów obronno-wojskowych podpisanych jeszcze przed wojną. Francusko-brytyjskie przymierza: Entente cordiale i Trójporozumienie podpisane zostały w 1904 oraz 1907 roku i były aktywne przez całą I wojnę światową. Francusko-polskie przymierze zostało podpisane w 1921 roku, z poprawkami w 1927 i 1939 roku. Polsko-brytyjski wspólny pakt obrony, podpisany w dniu 25 sierpnia 1939 roku, zawarł obietnice wzajemnej wojskowej pomocy w razie agresji Niemiec. Polska nigdy oficjalnie nie poddała się III Rzeszy. Polski rząd na uchodźstwie po 1939 roku kontynuował udział Polski w II wojnie światowej. Setki tysięcy żołnierzy polskiej armii dzielnie walczyło na froncie zachodnim, jak również w okupowanej Polsce (patrz: polski ruch oporu). Związek Radziecki, po zerwaniu stosunków dyplomatycznych z Rządem RP na uchodźstwie, w 1943 roku utworzył Ludowe Wojsko Polskie, wokół którego zbudowano powojenny rząd Polski.
Ponadto, brytyjskie, holenderskie i francuskie kolonie walczyły u boku macierzystych państw przez całą wojnę.

### Polska
Po agresji III Rzeszy, Słowacji i ZSRR we wrześniu 1939 roku i przejęciu całego terytorium II Rzeczypospolitej przez ZSRR, III Rzeszę, Słowację i Litwę, Polska nie skapitulowała wobec agresorów. Rząd RP na uchodźstwie po 1939 roku kontynuował walkę z wrogiem na wszystkich frontach siłami Polskich Sił Zbrojnych na Zachodzie i Armii Krajowej w okupowanej Polsce. W okupowanym kraju funkcjonowało Polskie Państwo Podziemne –  z własną administracją, sądownictwem i siłami zbrojnymi podporządkowane rządowi Rzeczypospolitej Polskiej na uchodźstwie, kontynuując ciągłość państwa polskiego. ZSRR, po odkryciu przez III Rzeszę w kwietniu 1943 roku grobów ofiar zbrodni katyńskiej, zerwał z nim stosunki dyplomatyczne i rozpoczął planowanie przejęcia władzy w Polsce po planowanym wkroczeniu Armii Czerwonej na jej terytorium. W tym celu utworzył takie organizacje jak Związek Patriotów Polskich, czy Ludowe Wojsko Polskie pod dowództwem Zygmunta Berlinga.

### Francja
Francja podczas II wojny światowej przeżywała wiele ważnych momentów:
- Dziwna wojna, 1939–1940, po francusku drôle de guerre, albo Sitzkrieg (siedząca wojna) w Niemczech.
- Bitwa o Francję, maj – czerwiec 1940, która spowodowała klęskę francuskiej armii, upadek III Republiki Francuskiej i utworzenie Francji Vichy,
- Okres francuskiego ruchu oporu i sił Wolnej Francji, od 1940 aż do czerwca 1944, czyli lądowania w Normandii i inwazji w sierpniu na południową Francję (operacja Dragon), które doprowadziły do wyzwolenia Paryża 25 sierpnia 1944 roku, a następnie całej Francji przez sojuszników.
- Utworzenie Rządu Tymczasowego Republiki Francuskiej i wojskowe działania prowadzące do reorganizacji francuskiej armii „B” w I armię francuską, a następnie wraz z sojusznikami doprowadzenie do kapitulacji III Rzeszy, 8 maja 1945 roku.

### Wspólnota Brytyjska
Oprócz Wielkiej Brytanii kilku niezależnych członków Wspólnoty Brytyjskiej, będących dominiami, wypowiedziało wojnę Niemcom oddzielnie, tego samego dnia co Wielka Brytania lub niedługo potem. Były to: Kanada, Australia, Nowa Zelandia, Nowa Fundlandia i Związek Południowej Afryki.
Indie Brytyjskie oraz inne brytyjskie terytoria zamorskie również stanęły u boku króla Jerzego VI. Indie poniosły 1 500 000 ofiar wśród cywilów, więcej niż sama Wielka Brytania. Z 2 500 000 żołnierzy zginęło 87 000, więcej niż w jakimkolwiek innym państwie Wspólnoty, wyłączając Wielką Brytanię.

### Grupa Oslo
Grupa Oslo była organizacją państw neutralnych. W czasie wojny, czterej jej członkowie dołączyli do koalicji. Były to: Królestwo Norwegii, Królestwo Holandii, Królestwo Belgii i Wielkie Księstwo Luksemburga.
Finlandia została zaatakowana przez Związek Socjalistycznych Republik Radzieckich 30 listopada 1939 roku. Później Finlandia i Dania oficjalnie dołączyły do paktu antykominternowskiego. Królestwo Szwecji pozostało oficjalnie neutralne. W 1944 roku Finlandia była zmuszona do kapitulacji i przystąpienia do wojny po stronie Związku Socjalistycznych Republik Radzieckich przeciwko Niemcom (tzw. wojna lapońska).
Atak na Danię rozpoczął się 9 kwietnia 1940 roku. Duński rząd nie wypowiedział wojny. Poddał się tego samego dnia, pod warunkiem, że zatrzyma kontrolę nad sprawami wewnętrznymi. Dania nie miała rządu na emigracji. Walczyła zarówno ze Sprzymierzonymi, jak i siłami Osi. Islandia i Grenlandia, które były terytoriami zależnymi od Danii, były okupowane przez aliantów przez całą wojnę. Brytyjskie siły przejęły kontrolę nad Islandią w 1940 roku zgodnie z ustawą Lend Lease. Stany Zjednoczone, mimo oficjalnej neutralności w tym czasie, podpisały traktat z Danią 9 kwietnia 1941 roku, dający ich siłom zbrojnym prawo do zakładania swoich baz wojskowych na Grenlandii. Później, 7 lipca 1941, Amerykanie przejęli kontrolę także nad Islandią. Wyspa ta ogłosiła pełną niepodległość od Danii w 1944 roku, ale nigdy nie wypowiedziała wojny państwom Osi.

### Portugalia
Chociaż Portugalia pozostawała oficjalnie neutralna, to jednak brytyjsko-portugalskie przymierze pozwoliło aliantom w czasie II wojny światowej ustanowić bazę na Azorach. Portugalia protestowała przeciwko okupacji Timoru przez sprzymierzonych w 1942 roku, ale nie podjęła w tej sprawie żadnych działań. Kolonia później została zajęta przez Japonię. Timorscy i portugalscy cywile wspierali alianckich komandosów w stawianiu silnego oporu Japończykom. Podczas wojny inna portugalska kolonia, Makau, także została zajęta przez Japonię.

### Unia Panamerykańska
Członkowie Unii Panamerykańskiej, którzy byli neutralni w latach 1939–1941, podpisali pakt o wspólnej obronie na konferencji ministrów spraw zagranicznych w Hawanie, 21-30 lipca 1940 roku.
- Spotkanie ministrów spraw zagranicznych państw amerykańskich w Hawanie, 21-30 lipca 1940 roku. yale.edu. [zarchiwizowane z tego adresu (2013-06-10)].

- Boliwia
- Brazylia (25 sierpnia 1942)
- Kolumbia
- Kostaryka
- Kuba
- Dominikana
- Salwador
- Gwatemala
- Haiti
- Honduras
- Meksyk (1 czerwca 1942)
- Nikaragua
- Panama
- Stany Zjednoczone

W lipcu 1944, wsparcia zbrojnego koalicji udzieliła Brazylia, wysyłając liczący 25 000 żołnierzy Brazylijski Korpus Ekspedycyjny na front włoski. W 1945 roku, podczas kampanii na Filipinach, do Sił Powietrznych USA na Dalekim Wschodzie dołączył 201 Meksykański Dywizjon Myśliwski. Pozostałe wymienione państwa nie wniosły znaczącego wkładu do działań wojennych.

### Komintern
Organizacje i partie komunistyczne podporządkowane Kominternowi walkę przeciwko siłom Osi podjęły po ataku III Rzeszy na ZSRR 22 czerwca 1941 roku lub wcześniej (jak to miało miejsce w przypadku np. Jugosławii). Były to:
- Armia Narodowo-Wyzwoleńcza w Albanii
- Narodowy Front Wyzwoleńczy i Komunistyczna Partia Grecji
- Związek Komunistów Jugosławii
- Polska Partia Robotnicza (utworzona w styczniu 1942) z Gwardią Ludową (jej organizacją zbrojną). PPR oficjalnie nie należała do Kominternu, ale była de facto mu podporządkowana.
- Chińska Armia Ludowo-Wyzwoleńcza – prowadziła działania zbrojne przeciwko siłom Cesarstwa Wielkiej Japonii od 1937.
- Hukbalahap (armia Komunistycznej Partii Filipin), Komunistyczna Partia Malajów i Việt Minh – prowadziły działania zbrojne przeciwko siłom japońskim od grudnia 1941.

Międzynarodówka Komunistyczna została formalnie rozwiązana 15 maja 1943. Koordynacja działań partii komunistycznych była kontynuowana kanałami nieoficjalnymi.

### Karta Atlantycka
Karta Atlantycka została ogłoszona 14 sierpnia 1941 roku na pokładach okrętów zakotwiczonych w Argentii (Nowa Fundlandia) i określiła wizję świata po II wojnie światowej. Do deklaracji nie przyłączyły się Stany Zjednoczone, zachowując status państwa neutralnego. Państwa, które podpisały dokument, przyjęły następujące postanowienia:
- sygnatariusze nie będą dążyli do ekspansji terytorialnej ani jakiejkolwiek innej
- sygnatariusze nie godzą się na zmiany terytorialne państw bez ich zgody
- uznaje się wolny dostęp do surowców i wolność handlu
- wzywa się do przywrócenia autonomii państw, którym zabrano ją siłą
- deklaracja dążenia do współpracy gospodarczej
- zapowiedź ustanowienia pokoju dającego bezpieczeństwo narodom
- deklaruje się wolność mórz i oceanów
- wyraża się nadzieję, że narody nie będą stosować przemocy (w związku z czym należy wprowadzić system bezpieczeństwa na szeroką skalę i rozbroić narody zagrażające pokojowi).

Karta Atlantycka była pierwszym krokiem w kierunku utworzenia Organizacji Narodów Zjednoczonych.

### Deklaracja Narodów Zjednoczonych

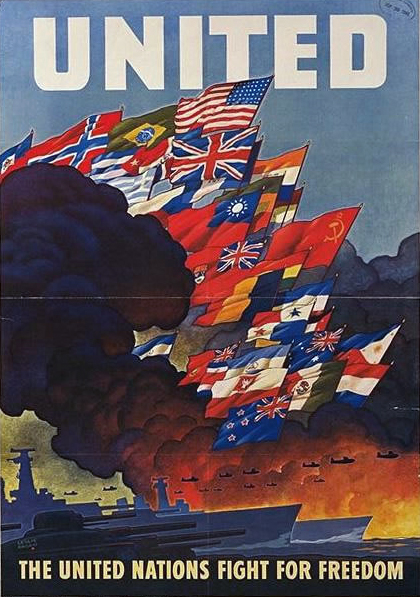
Plakat wojenny ukazujący Narody Zjednoczone, zaprojektowany w 1943 roku przez Biuro Informacji Wojennej

Nazwa "Narody Zjednoczone" została po raz pierwszy użyta przez prezydenta USA, Franklina D. Roosevelta. Deklaracja Narodów Zjednoczonych, zobowiązująca do walki z Państwami Osi została podpisana 1 stycznia 1942 roku przez 26 państw:
| - Wielka Brytania - Stany Zjednoczone - Chiny - ZSRR - Australia - Belgia - Czechosłowacja - Kanada - Kostaryka - Kuba - Dominikana - Salwador - Grecja | - Gwatemala - Haiti - Honduras - Indie Brytyjskie - Luksemburg - Holandia - Nowa Zelandia - Nikaragua - Norwegia - Panama - Polska - Południowa Afryka - Jugosławia |

W 1942 roku deklarację podpisały: Meksyk, Wspólnota Narodów Filipin i Etiopia; w pierwszych czterech miesiącach 1943 roku została przyjęta także przez Irak, Brazylię i Boliwię. W 1944 roku deklarację przyjęły Liberia i Francja, a w 1945 sygnatariuszami zostały: Peru, Chile, Paragwaj, Wenezuela, Urugwaj, Turcja, Egipt, Arabia Saudyjska, Liban, Syria oraz Ekwador.

### Karta Narodów Zjednoczonych
Karta Narodów Zjednoczonych została podpisana 26 czerwca 1945 roku w San Francisco przez 50 z 51 państw członkowskich (Polska podpisała ją dwa miesiące później) i weszła w życie 24 października tego samego roku. Przedstawiciele pięciu państw założycielskich, mianowicie Chiny, Francja, Związek Radziecki, Wielka Brytania i Stany Zjednoczone wielokrotnie spotykali się podczas wojny, w celu omówienia sytuacji po zakończeniu konfliktu, m.in. w drugiej połowie 1944 roku spotkali się w Waszyngtonie, gdzie przedyskutowano zakres, cele i sposoby działania Rady Bezpieczeństwa. Pierwsze posiedzenie Rady Bezpieczeństwa nastąpiło tuż po wojnie, 17 stycznia 1946 roku.
Lista 51 sygnatariuszy karty Narodów Zjednoczonych (członkowie Rady Bezpieczeństwa zaznaczeni są wytłuszczonym drukiem):
| - Argentyna - Australia - Białoruska SRR - Belgia - Boliwia - Brazylia - Kanada - Chile - Republika Chińska - Kolumbia - Kostaryka - Kuba - Czechosłowacja - Dania - Dominikana - Ekwador - Egipt - Salwador - Etiopia - Francja - Grecja - Gwatemala - Haiti - Honduras - Indie Brytyjskie | - Iran - Irak - Liban - Liberia - Luksemburg - Meksyk - Holandia - Nowa Zelandia - Nikaragua - Norwegia - Panama - Paragwaj - Peru - Filipiny - Polska - Arabia Saudyjska - Związek Południowej Afryki - Syria - Turcja - Ukraińska SRR - Związek Socjalistycznych Republik Radzieckich - Wielka Brytania - USA - Urugwaj - Wenezuela - Socjalistyczna Federalna Republika Jugosławii |

### Iran
29 stycznia 1942 roku, Wielka Brytania i Związek Radziecki zgodziły się zakończyć okupację Iranu, sześć miesięcy po zakończeniu konfliktu.